# یواس‌اس کالهون (۱۸۵۱)
یواس‌اس کالهون (۱۸۵۱) (به انگلیسی: USS Calhoun (1851)) یک کشتی بود که طول آن Unknown بود. این کشتی در سال ۱۸۵۱ ساخته شد.